# Altos del Sauce
Altos del Sauce es un barrio en la localidad de Sauce Viejo, ubicado en el Departamento La Capital en la provincia de Santa Fe. 
Se encuentra situado a 2,5 km en el sur del Aeropuerto de Sauce Viejo y del Parque Industrial Sauce Viejo. Distante 15,5 km al sur de su cabecera y capital provincial, Santa Fe de la Vera Cruz.

## Características
Sobre las orillas del río Coronda, Altos del Sauce, se encuentra en un marco natural, donde convive con el verde y la tranquilidad de la naturaleza. Se caracterizó muchos años por ser una zona exclusivamente de «quintas de fin de semana», aunque en la actualidad, muchos habitantes de zonas aledañas la adoptaron como emplazamiento definitivo.
Como toda la costa de Sauce Viejo, es también un destino indicado para la práctica de la pesca deportiva. Rodeado de un paisaje atrapante, el pescador se encuentra en un escenario que estalla de tranquilidad y promete muy buenos resultados. Las aguas de esta región son ricas en especies como el moncholo, dorado, surubí, armado, bagre, amarillo, boga, mandubé, patí, moncholo, tararira, etc. Es una verdadera tentación para los amantes de esta disciplina.

## Maratón
Se desarrolla desde el año 2013, con éxito, la Maratón “Rubén Sabena”. Dicha actividad tiene como epicentro las 

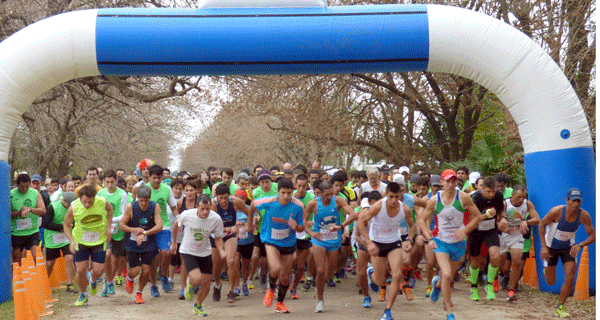
Largada Maratón 2015 "Rubén Sabena" en Altos del Sauce.

amplias instalaciones de la vecinal y desde temprano congrega a maratonistas de diversas localidades, además de vecinos y público en general que se suman a correr, trotar y caminar en un recorrido de 5 kilómetros por las calles del barrio con el compromiso participar y donar un juguete para la campaña del Día del Niño de la cual participa la entidad vecinalista todos los meses de agosto de cada año. Además, esta propuesta promueve la integración y la convivencia social desde el deporte y la familia.

## Rugby
En la zona, se sitúa el estadio de SANTA FE RUGBY CLUB, el mismo cuenta con una capacidad de 5.000   

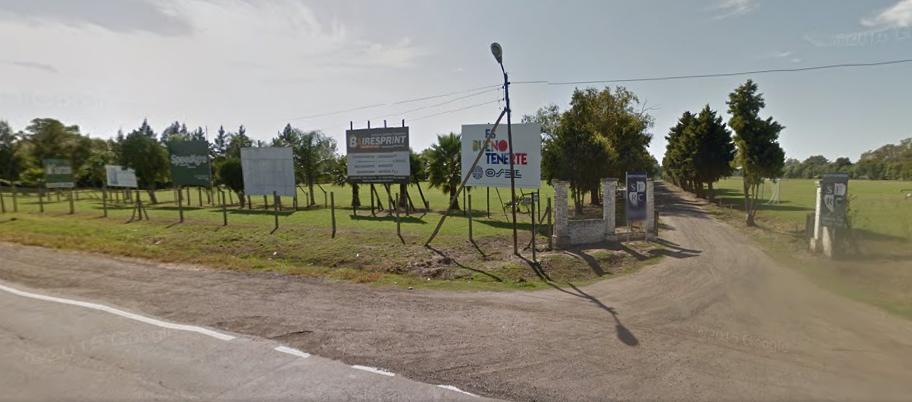
Frente instalaciones Santa Fe Rugby Club

 espectadores. Sus instalaciones deportivas están ubicadas en la Ruta Nacional N.º 11, km 453, su entrada principal está en la Ruta. Tiene las coordenadas 31°44’7.37” S y 60°48’59.14” O.
El mismo cuenta con su Sede Social situada en la Ciudad de Santa Fe capital, siendo su finalidad promover y practicar actividades deportivas de índole amateur, especialmente rugby masculino y el hockey femenino, como así también culturales y sociales entre sus socios, familiares, adherentes y de la comunidad de Santa Fe y zona de influencia.
Además, es considerado uno de los equipos más importantes de la provincia de Santa Fe. Su plantel superior de rugby participa de la Primera División del Torneo del Litoral.

## Medios de transporte
Carreteras de acceso con la ciudad de Santa Fe mediante Ruta Nacional 11, atravesando la   

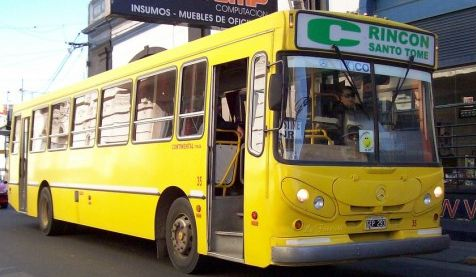
Linea "C" verde

ciudad Santo Tomé. A escasa distancia del egreso del Aeropuerto se puede acceder, con peaje, a la Autopista Santa Fe - Rosario, vía rápida de ingreso a Santa Fe, sin pasar por Santo Tomé. 
Para ir desde el barrio hasta Santo Tomé, Santa Fe y/o localidades o parajes vecinos (y viceversa), existen Colectivos (buses). La Línea «C Verde» (Empresa Continental) traza recorrido a Santa Fe, pasando por Santo Tomé, recorre el Aeropuerto de Sauce Viejo, la ciudad de Santo Tomé, la ciudad de Santa Fe. La característica de esta línea de colectivo es su destellante color amarillo. El recorrido de esta línea hace un trayecto que une Rincón, Santa Fe, Santo Tomé, y termina en Curva Ricchieri (en las cercanías de la aeroestación), sin acceder a Sauce Viejo ni al aeropuerto.